# Providenciales
Providenciales è un'isola di circa 98 km² a nord-ovest dell'isola di Caicos, appartenente a Turks e Caicos. Con una popolazione di oltre 23.000 abitanti, è l'isola più popolosa della divisione amministrativa britannica d'oltremare e la terza per superficie. L'isola è servita dall'Aeroporto Internazionale di Providenciales, ma non esistono trasporti pubblici sull'isola.

## Storia e geografia
Fino agli anni Sessanta, non circolava alcun tipo di veicolo a motore così come erano assenti le strade e le linee telefonica, idrica ed elettrica. Da metà degli anni Ottanta, con il primo investimento e la conseguente costruzione di un hotel da parte di Club Méditerranée, l'isola è divenuta meta di turisti, esplodendo nei primi anni 2000.
L'isola è circondata dalla barriera corallina e da numerose isole coralline ed è vicino ad una delle rotte migratorie delle megattere. La parte occidentale dell'isola è ancora selvaggia e ha sede il Chalk Sound National Park, dove è possibile trovare numerosi cactus indigeni di Turks e Caicos.
Prima che divenisse una meta turistica, sull'isola erano presenti solo tre piccoli centri: Blue Hills, Grace Bay e Five Cays. Attualmente la maggior parte dei servizi dell'isola sono ubicati nei presi della strada principale, The Highway, che collega Downtown con Leeward. La cittadina più a nord dell'isola è quella di Wheeland.